# Paraleyrodes
Paraleyrodes is een geslacht van halfvleugeligen (Hemiptera) uit de familie witte vliegen (Aleyrodidae), onderfamilie Aleurodicinae.
De wetenschappelijke naam van dit geslacht is voor het eerst geldig gepubliceerd door Quaintance in 1909. De typesoort is Aleurodes perseae.

## Soorten
Paraleyrodes omvat de volgende soorten:
- Paraleyrodes ancora Martin, 2004
- Paraleyrodes bondari Peracchi, 1971
- Paraleyrodes cervus Martin, 2004
- Paraleyrodes citri Bondar, 1931
- Paraleyrodes citricolus Costa Lima, 1928
- Paraleyrodes crateraformans Bondar, 1922
- Paraleyrodes goyabae (Goeldi, 1886)
- Paraleyrodes minei Iaccarino, 1990
- Paraleyrodes naranjae Dozier, 1927
- Paraleyrodes perplexus Martin, 2004
- Paraleyrodes perseae (Quaintance, 1900)
- Paraleyrodes proximus Terán, 1979
- Paraleyrodes pseudonaranjae Martin, 2001
- Paraleyrodes pulverans Bondar, 1923
- Paraleyrodes singularis Bondar, 1923
- Paraleyrodes triungulae Martin, 2004
- Paraleyrodes urichii Quaintance & Baker, 1913